# Sprenkel-Schachblume

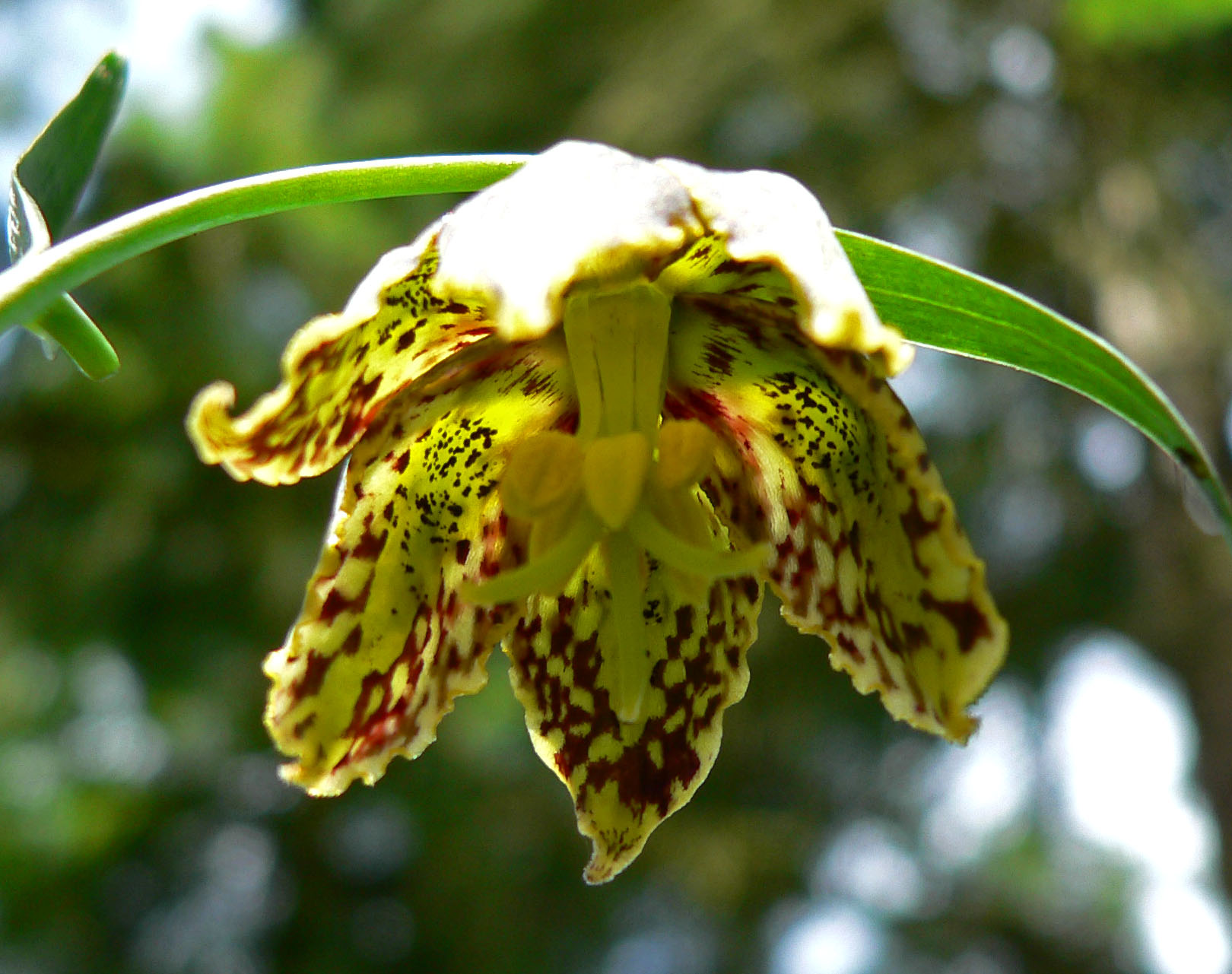
Einzelblüte, gelb mit Sprenkeln

Die Sprenkel-Schachblume (Fritillaria affinis) ist eine Pflanzenart aus der Gattung der Fritillaria in der Familie der Liliengewächse (Liliaceae).

## Beschreibung
Sprenkel-Schachblumen sind ausdauernde krautige Pflanzen, die zwischen 10 und 120 Zentimeter hoch werden. Die großen Zwiebeln dieser Geophyten bestehen aus zwei bis fünf großen, dicht gepackten, fleischigen, stärkehaltigen Zwiebelschuppen. Bei den gesprenkelten Exemplaren kommen zwischen 2 und 20 kleine Schuppen dazu, bei den ungesprenkelten können es 50 oder mehr sein.
Die Laubblätter stehen in 1 bis 4 Wirteln aus 2 bis 8 Einzelblättern. Sie sind wechselständig angeordnet und linealisch-lanzettlich bis eiförmig. Jedes Blatt wird zwischen 4 und 16 Zentimeter lang ist aber in der Regel kürzer als der Blütenstand.
Die zwittrigen Blüten stehen nickend und duften angenehm. Sie blühen von März bis Juni. Die sechs unverwachsenen, länglichen bis eiförmigen Blütenhüllblätter sind bräunlich-purpurn bis blass gelb-grün und entweder deutlich mit gelb oder purpurn gesprenkelt oder gänzlich ungesprenkelt. Sie sind zwischen 1 und 4 Zentimeter lang und an der Spitze nicht umgebogen. Nektarien befinden sich am Ansatz und sind gelb mit purpurnen Punkten. Sie sind etwa 1/2 bis 2/3 so lang wie die Tepale und lanzettlich. Die Basis der sechs Staubfäden liegt meist knapp oberhalb des Ansatzes der Staubbeutel. Der Fruchtknoten ist oberständig, der Griffel ist auf einen Drittel seiner Länge deutlich gespalten.
Die dreifächrigen Kapselfrüchte sind in der Längsrichtung deutlich sechsfach geflügelt und längsöffnend. Die flachen, gelb-braunen Samen sind je Kammer in zwei Reihen angeordnet. 
Die Chromosomenzahl beträgt 2n = 24, 36, 48. Es ist bekannt, dass F. affinis natürliche Hybriden mit der Scharlachroten Fritillarie (Fritillaria recurva) bildet.

## Verbreitung
Sprenkel-Schachblumen gedeihen in Eichen- oder Kiefernwäldern, oder im Grasland in Höhenlagen zwischen 0 und 1800 Meter NN.
Das Verbreitungsgebiet erstreckt sich im westlichen Nordamerika über British Columbia, Kalifornien, Idaho, Montana, Oregon und Washington.

## Taxonomie
Die Sprenkel-Schachblume wurde 1829 von Joseph August Schultes und Julius Hermann Schultes in Systema vegetabilium: secundum classes, ordines, genera, species. Cum characteribus differentiis et synonymis. Editio nova, speciebus inde ab editione XV. Detectis aucta et locupletata Auflage 15 bis, Band 7 Seite 400 als Lilium affine erstbeschrieben. Die Art wurde 1980 von Joseph Robert Sealy in Hooker's Icones Plantarum; or figures, with brief descriptive characters and remarks of new or rare plants Band 39, Teil 1/2, Seite 239 als Fritillaria affinis (Schult. & Schult.f.) Sealy in die Gattung Fritillaria gestellt.